# کوکویا
کوکویا (به لاتین: Kukuya) یک منطقهٔ مسکونی در روسیه است که در جمهوری آلتای واقع شده‌است.